# Liesville-sur-Douve
Liesville-sur-Douve is een gemeente in het Franse departement Manche (regio Normandië) en telt 153 inwoners (1999). De plaats maakt deel uit van het arrondissement Cherbourg-Octeville.

## Geografie
De oppervlakte van Liesville-sur-Douve bedraagt 5,3 km², de bevolkingsdichtheid is 28,9 inwoners per km².
De onderstaande kaart toont de ligging van Liesville-sur-Douve met de belangrijkste infrastructuur en aangrenzende gemeenten.

## Demografie
Onderstaande figuur toont het verloop van het inwonertal (bron: INSEE-tellingen).

1. ↑  Populations de référence 2022.